# 1900년 하계 올림픽 크로케

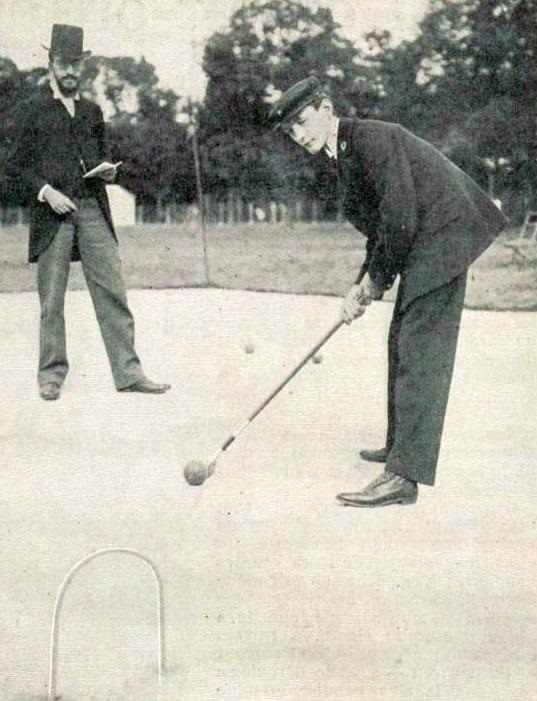
경기 장면

1900년 하계 올림픽 크로케는 프랑스 파리에서 개최된 1900년 하계 올림픽의 경기 종목이다. 1900년 6월 28일부터 7월 4일까지 프랑스 파리에서 진행된 1900년 하계 올림픽의 종목이다. 2개국에서 10명의 선수가 참가하였으며, 3개의 세부 종목으로 진행되었다. 남자 선수는 7명, 여자 선수는 3명이 참가하였다.

## 참가국
2개국에서 10명의 선수가 참가하였다.
| - 벨기에 (1명) | - 프랑스 (9명) |

## 메달 집계

### 최종 순위
| 순위 | 국가   | 금메달 | 은메달 | 동메달 | 합계 |
| ---- | ------ | ------ | ------ | ------ | ---- |
| 1    | 프랑스 | 3      | 2      | 2      | 7    |
| 합계 | 합계   | 3      | 2      | 2      | 7    |

### 메달리스트
| 종목             | 금                               | 은              | 동                  |
| ---------------- | -------------------------------- | --------------- | ------------------- |
| 혼합 단구 자세히 | 아오무아트 · 프랑스              | 요앵 · 프랑스   | 바이델리슈 · 프랑스 |
| 혼합 복구 자세히 | 바이델리슈 · 프랑스              | 비네로 · 프랑스 | 사오테료 · 프랑스   |
| 혼합 복식 자세히 | 프랑스 (FRA) · 아오무아트 · 요앵 | 없음            | 없음                |

## 같이 보기
- 1904년 하계 올림픽 로크

## 참고 문헌
- 국제 올림픽 위원회 - 1900년 하계 올림픽 크로케 경기 결과 (영어)
- De Wael, Herman. 《Herman's Full Olympians: "Croquet 1900"》. 2005년 11월 26일에 원본 문서에서 보존된 문서. 2006년 1월 10일에 확인함.
- Mallon, Bill (1995). 《The First Two Women Olympians》 (PDF). 2011년 5월 14일에 원본 문서 (PDF)에서 보존된 문서. 2010년 7월 14일에 확인함.
- Mallon, Bill (1998). 《The 1900 Olympic Games, Results for All Competitors in All Events, with Commentary》. Jefferson, North Carolina: McFarland & Company, Inc., Publishers. ISBN 0-7864-0378-0.

| 올림픽 크로케 |                                     |
|               | 1900년 하계 올림픽 크로케 파리 1900 |
|               |                                     |